# Langquaid
Langquaid è una cittadina tedesca di 6 017 abitanti situata in Baviera.